# Юстус, Пал
Бернат Пал Юстус (венг. Justus Bernát Pál; 7 апреля 1905, Печ, Австро-Венгрия — 28 декабря 1965, Тимишоара, Румыния) — венгерский политик, поэт, переводчик, обществовед, социал-демократический идеолог.

## Биография
Родился в еврейской семье. С отличием закончил Будапештскую гимназию имени Ференца Кёлчеи, в которой учился в 1915—1923 годах. По профессии — учитель средней школы, служащий. Высшее образование получал в 1924—1927 в университетах Парижа и Болоньи.
В это же период с Михаем Каройи учредил венгерское отделение Лиги прав человека. В 1925 году вступил в Социал-демократическую партию Венгрии. В 1929 году стоял у истоков социалистического студенческого движения.
В 1927—1930 годах входил в кружок Лайоша Кашшака «Munka» («Труд»). Влияние Кашшака прослеживается и в его поэзии; идеологически на него влияли Жигмонд Кунфи и Карло Росселли. Вновь покинул Венгрию и жил в Вене, Берлине и Париже, пока в 1936 году не вернулся на родину.
Стал секретарём ячеек СДПВ в V, VI и VII районах Будапешта, писал исследования в политической и экономической сфере, участвовал в переводе и издании собрания сочинений Маркса и Энгельса под началом Иллеша Монуша (и написал к нему предисловие).
Во время войны был отправлен в трудовой лагерь, откуда бежал и присоединился к югославским коммунистическим партизанам Тито. Во время освобождения находился в Темешваре (Тимишоаре).
После 1945 года — член руководства СДПВ, руководитель партийного отдела агитации и пропаганды, редактор газеты «Szocializmus». Депутат парламента в 1945—1949 годах.
Затем на основании вымышленных обвинений репрессирован, приговорён к пожизненному заключению в рамках процесса над Ласло Райком.
После начала десталинизации его дело было пересмотрено, а сам Юстус освобождён 29 ноября 1955 года и реабилитирован 27 сентября 1956 года, благодаря чему смог вернуться к литературной и редакторской деятельности в издательстве Corvina Kiadó; считался одним из самых авторитетных переводчиков литературы в Венгрии.